# 臺星經濟夥伴協定
臺星經濟夥伴協定，全名為新加坡與臺灣、澎湖、金門及馬祖個別關稅領域經濟夥伴協定是由臺澎金馬個別關稅領域（中華民國）與東南亞國家協會之一的新加坡（星加坡）於2013年11月7日簽訂的經貿協定，其中新加坡將六項酒類產品關稅減免為零關稅。此協定為互補性質的雙邊經貿協定（新加坡是服務業為主，臺灣則是科技代工業為主），且毋需經由多次經貿協商談判和省略調整彼此經濟型態所需成本而成。臺星經濟夥伴協定於2014年4月19日生效。
協定共計17章，除有一般自由貿易區域包含的貨品貿易、服務貿易、原產地規則、關務程序、技術性貿易障礙（TBT）、食品安全檢驗及動植物防疫檢疫（SPS）、智慧財產權等共通章節外，亦納入世界貿易組織尚未涵蓋的議題，例如電子商務、投資、競爭等章節，擴大雙方合作事項的範圍。
此條約是台灣與東南亞國家協會國家區域整合的首次成功案例。

## 協定會議
2015年4月在臺星經濟夥伴協定（ASTEP）生效一年後，於新加坡舉辦臺星經濟夥伴協定（ASTEP）首屆檢視會議雙方皆滿意於協定對中小企業益處。